# Cratere Ochakov
Ochakov  è un cratere sulla superficie di Marte.